# Condado de Randolph (Carolina do Norte)
O Condado de Randolph é um dos 100 condados do estado americano da Carolina do Norte. A sede do condado é Asheboro, e sua maior cidade é Asheboro. O condado possui uma área de 2 046 km² (dos quais 7 km² estão cobertos por água), uma população de 130 454 habitantes, e uma densidade populacional de 64 hab/km² (segundo o censo nacional de 2000). O condado foi fundado em 1799.